# Convento de la Victoria (Estepa)
El convento de Nuestra Señora de la Victoria fue fundado en el siglo XVI en Estepa, provincia de Sevilla (Andalucía, España). Era de la Orden de los Mínimos de San Francisco de Paula. Fue desamortizado en el siglo XIX.

## Historia
Fue fundado en 1562 por Marco Centurión, I marqués de Estepa, siendo provincial de la orden fray Pedro de Melgar. Fue fundado en donde estaba la ermita de Nuestra Señora de los Ángeles, a extramuros de la villa. En el siglo XVIII la imagen de la Virgen de los Ángeles se veneraba en el primer altar a la izquierda de la iglesia conventual.
En 1604 comenzaron las obras de una nueva iglesia conventual, siendo alarife el cordobés Bartolomé Muñoz y con traza de Juan de Ochoa, maestro mayor de obras de Córdoba. La capilla mayor se hizo con las donaciones realizadas en sus testamentos por Juan Bautista Centurión, II marqués de Estepa, y Catalina de Bailén, su criada.
Adán Centurión, III marqués de Estepa, solicitó en 1646 al capítulo general de los mínimos, celebrado en Génova, que se le reconociera como patrono del convento, ya que su abuelo lo había fundado y su padre donó fondos para la construcción de la capilla mayor. El capítulo general le otorgó el patronazgo. Su descendiente, Luis Centurión, V marqués de Estepa, tuvo varios procesos jurídicos con el vicario general, Lorenzo de Andújar, por ser el marqués patrono de las iglesias de su señorío y ser el vicario la máxima dignidad eclesiástica.
Este convento fue sede de la Hermandad de Nuestra Señora de la Soledad. El 8 de febrero de 1654 se fundó en este lugar la Hermandad del Entierro de Cristo, cuyas reglas fueron aprobadas en 1660. Esta se unió a la Hermandad de Nuestra Señora de la Soledad. A mediados del siglo XVIII se trasladaron a una capilla propia que había construido en la iglesia de San Sebastián. En la iglesia del convento también tuvo su sede la Venerable Orden Tercera de los Mínimos, que contaba con un retablo de San Francisco de Sales.
El fraile mínimo José Sánchez Manzano, natural de Estepa, donó al convento la herencia paterna, que se utilizó para reconstruir el convento. Las obras comenzaron en 1747 y finalizaron con la construcción de la torre, en 1765.

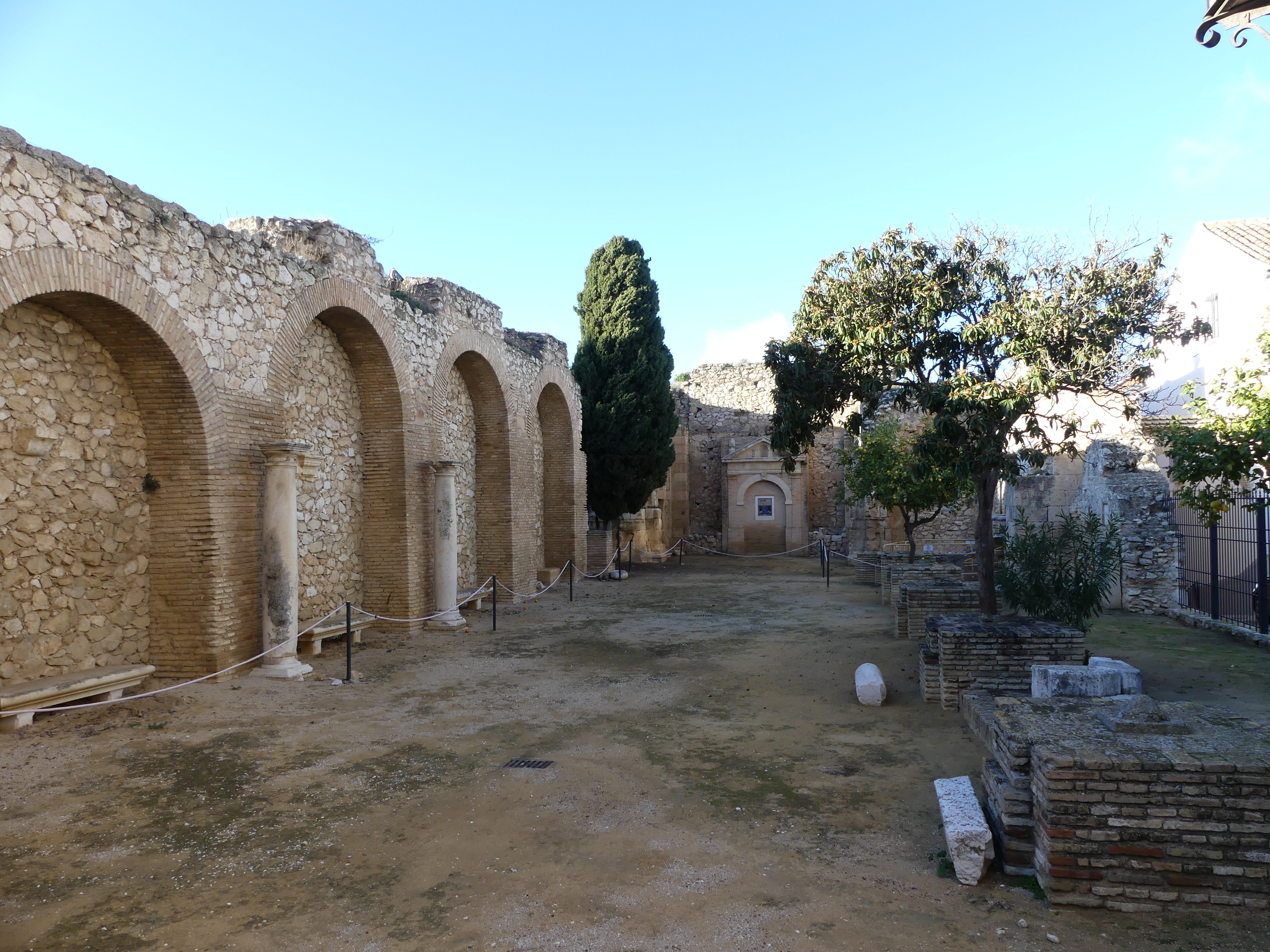
Restos de la iglesia conventual.

El 11 de julio de 1809 hubo una procesión del rosario que partió de la ermita de la Concepción, frente al convento de los mínimos. Un carruaje de mulas con cuatro frailes mínimos llegó a esta zona y, aunque al principio fue despacio, luego los frailes le dijeron al cochero que siguiera y pasó por donde estaba la procesión, provocando que los que participaban en esta tuvieran que apartarse con los objetos de la misma cada uno por su lado. Aquel gesto trajo consigo un proceso y fue sancionado por el provincial de los mínimos, fray Juan de Ortega y Gómez, con ocho días de reclusión para estos frailes.

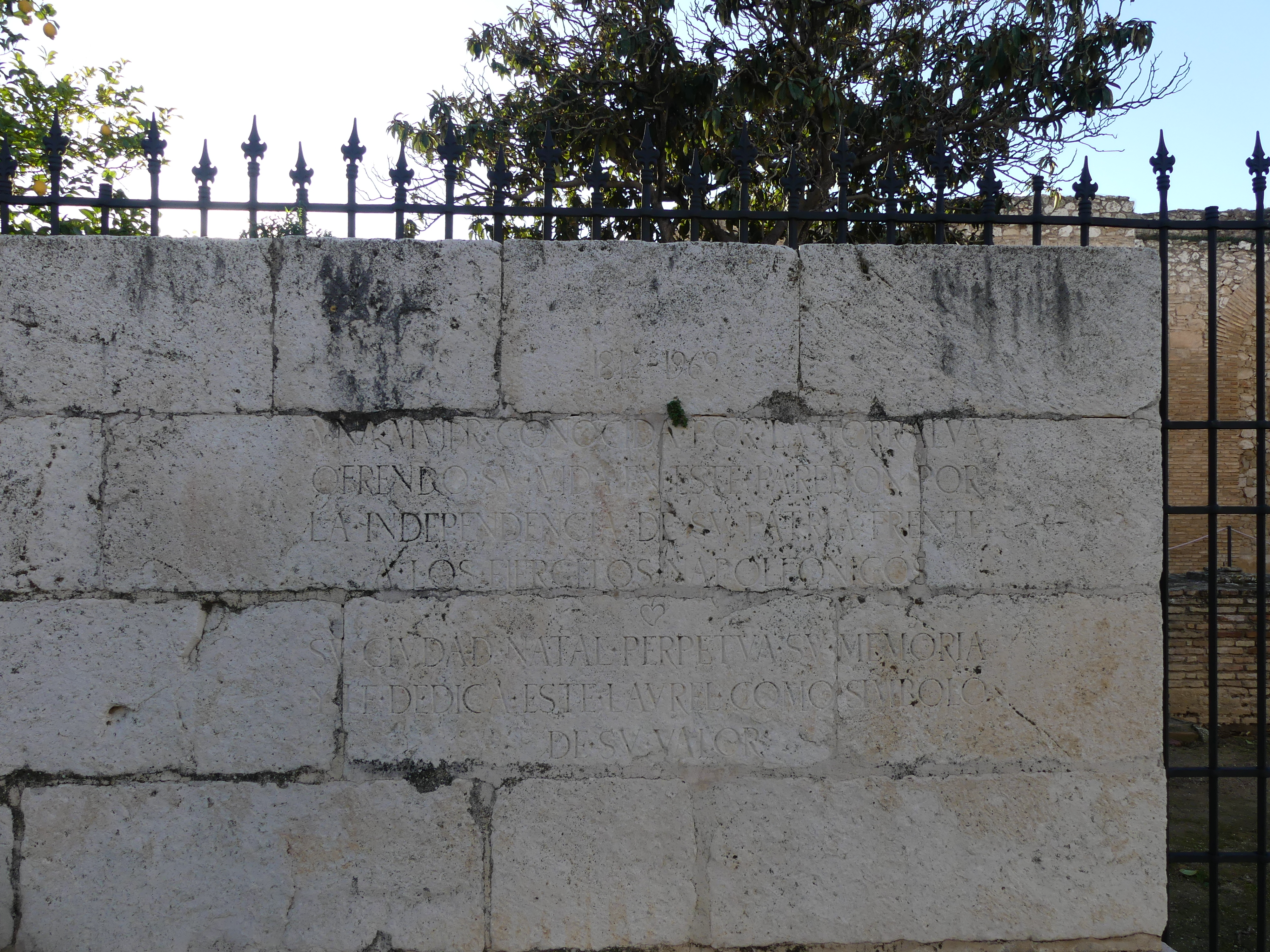
Inscripción dedicada a "la Torralba", fusilada por los franceses en 1812.

En 1810, con la invasión francesa, el convento fue exclaustrado. En 1812 las tropas napoleónicas fusilaron a una patriota conocida como "la Torralba" en un muro de la iglesia. En 1813 el convento fue entregado a Francisco Luque, presbítero y antiguo regular de los mínimos. Posteriormente, los frailes regresaron al mismo y la comunidad ya se encontraba organizada de nuevo en él en 1815. Cuando se produjo la exclaustración de conventos en 1821, durante el Trienio Liberal, este fue uno de los que permanecieron abiertos. Contaba con 14 mínimos. Al convento de Estepa llegaron 3 mínimos del convento de Osuna y 9 del convento de Olvera, formándose una comunidad de 26 religiosos de la orden. En 1835 fue desamortizado.
El edificio conventual fue derribado en el siglo XIX. La iglesia quedó abandonada y, debido a su mal estado de conservación, tuvo que ser derribada en 1939, conservándose la torre y ruinas de los muros del templo. La torre fue clasificada como Bien de Interés Cultural en 1955.

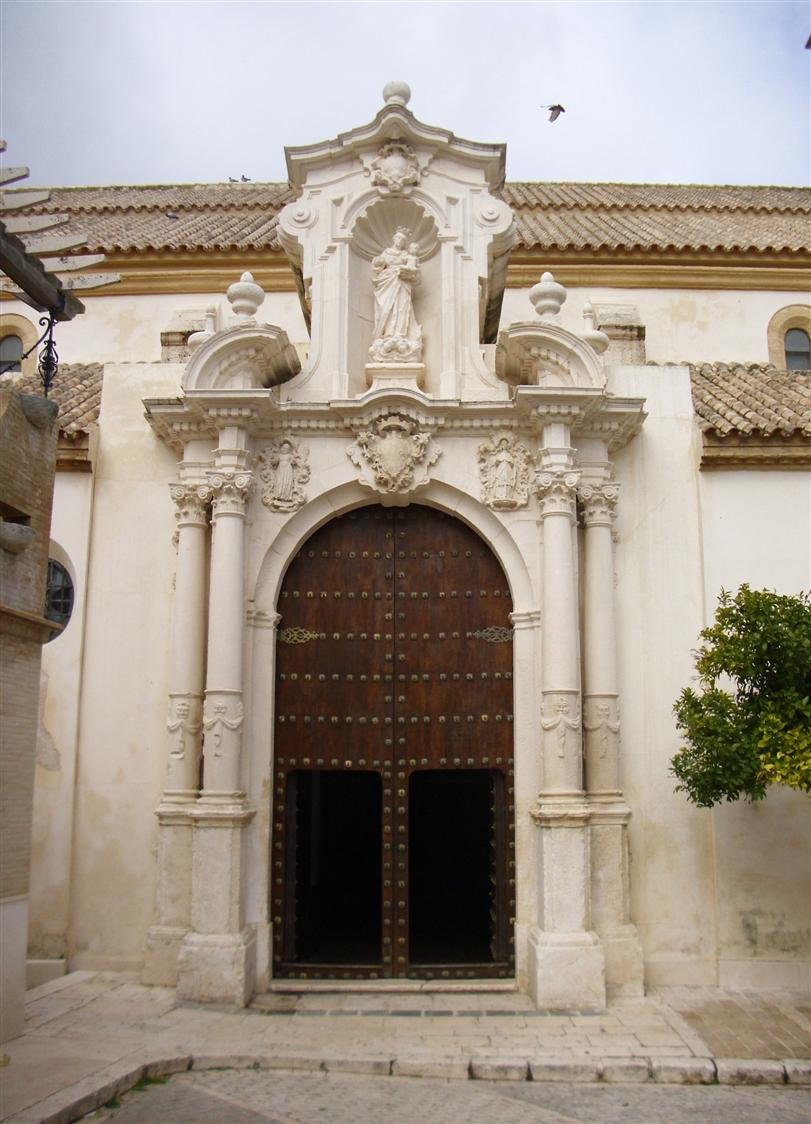
Portada lateral de la iglesia de San Sebastián de Estepa.

La portada de la iglesia del convento de la Victoria fue instalada en el lado de la epístola de la iglesia de San Sebastián de Estepa.